# TIMバレル

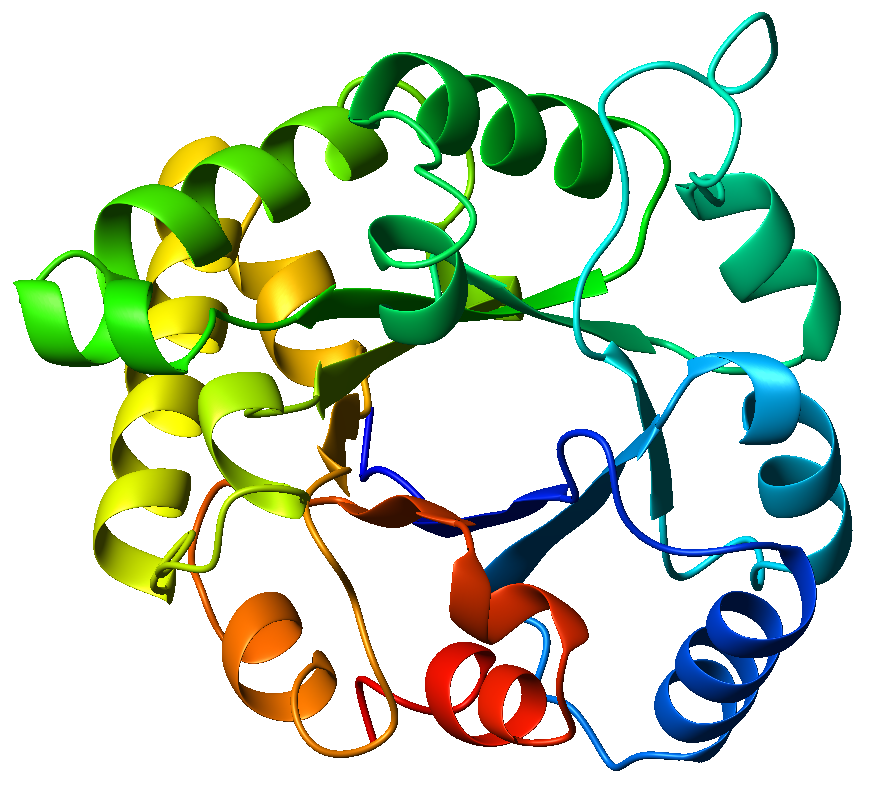
トリオースリン酸イソメラーゼの上面図

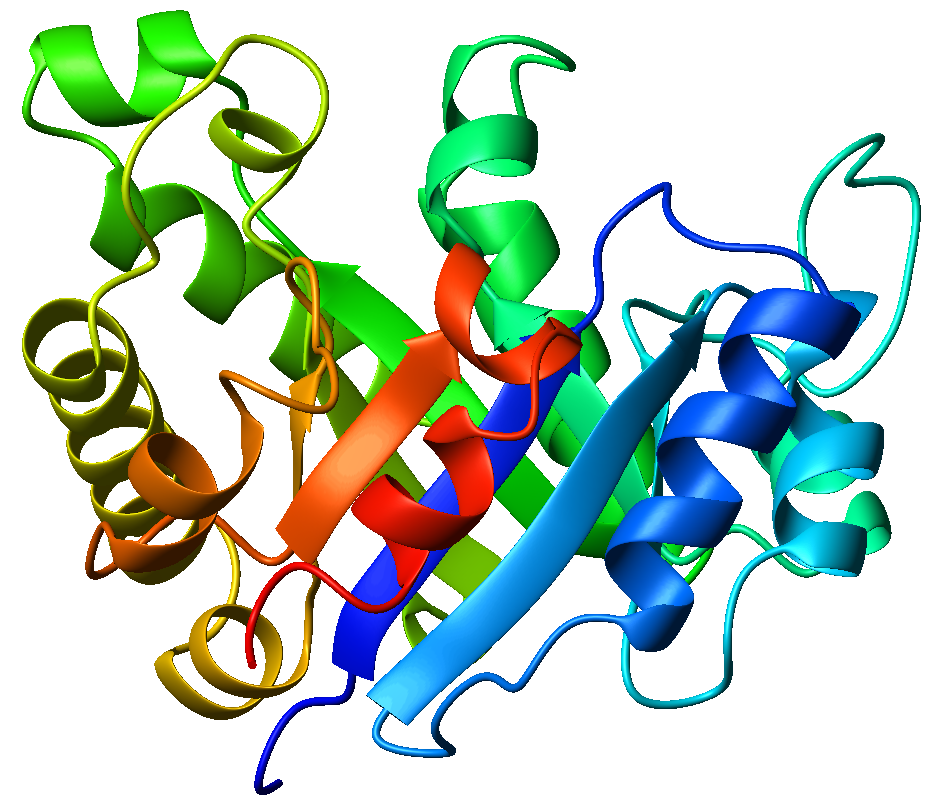
トリオースリン酸イソメラーゼの側面図

TIMバレル（TIM barrel）は、8つのαヘリックスと8つの平行βシートからなるタンパク質フォールドである。トリオースリン酸イソメラーゼ（Triosephosphateisomerase）の頭文字を取って命名された。現在では、TIMバレルは沢山のタンパク質で見られ、タンパク質の中でも主に酵素中で保存性の高い構造であることが分かっている。

## 構造
TIMバレルはαヘリックスとβシートを両方持つα/β型の構造である。αヘリックスとβストランドはソレノイドを形成し、ドーナツ型を作る。平行βストランドがドーナツの内側になり、αヘリックスが外側を取り囲む。
リボン図ではタンパク質の中心に穴が開いているように見えるが、この図にはアミノ酸の側鎖が描かれていないことに注意しなければならない。実際にはタンパク質の中心は嵩高い疎水性アミノ酸の残基で密に詰まっている。シートとヘリックスのパッキングも主に疎水効果によるもので、バリン、ロイシン、イソロイシンの分岐アミノ酸がβストランドの約40%を占めている。

## ループ領域
TIMバレルの構造を作るおよそ200の残基のうち、160ほどが共通だと考えられている。残りの残基はループ領域にあり、ヘリックスとシートをつないでいる。C末端側のシートのループには活性部位があることが多く、この構造がよく見られる理由の1つとなっている。ループの領域が長いため、他のタンパク質ドメインも含むことがある。